# Edward Kobyliński
Edward Prus Kobyliński (ur. 15 stycznia 1908 w Warszawie, zm. 7 września 1992 tamże) – polski wioślarz, medalista olimpijski.
Ukończył Gimnazjum im. Mikołaja Reja w Warszawie. Wioślarstwo uprawiał wyczynowo od końca lat 20. XX w.
Wystąpił na igrzyskach olimpijskich w Los Angeles w 1932, gdzie Polacy w składzie: Jerzy Braun, Janusz Ślązak, Stanisław Urban, Edward Kobyliński i Jerzy Walerian Skolimowski (sternik) zdobyli brązowy medal w czwórkach ze sternikiem. Brał też udział w igrzyskach olimpijskich w Berlinie cztery lata później, gdzie razem z Ryszardem Borzuchowskim zajął 6. miejsce w finale dwójek bez sternika.
Trzy razy uczestniczył w mistrzostwach Europy. Na ME w Budapeszcie (1933) i ME w Lucernie (1934) odpadł w repasażach w czwórkach bez sternika, a na ME w Berlinie (1935) zajął 5. miejsce w dwójkach bez sternika (z Borzuchowskim) i odpadł w przedbiegach w czwórkach bez sternika.
Ośmiokrotnie był mistrzem Polski:
- dwójki bez sternika – 1935, 1936 i 1938
- czwórki bez sternika – 1934, 1935, 1936 i 1938
- czwórki ze sternikiem – 1933

Startował w barwach AZS Warszawa i Warszawskiego Towarzystwa Wioślarskiego.
W kampanii wrześniowej walczył w 36 pułku piechoty Legii Akademickiej, a szlak bojowy zakończył bitwą pod Kockiem.
Po II wojnie światowej był trenerem i działaczem wioślarskim. M.in. prowadził polską kadrę narodową (1953–1954) oraz był prezesem Polskiego Związku Towarzystw Wioślarskich (w 1982–1984). Spoczywa na cmentarzu Powązkowskim (kwatera Q-4-9/10).

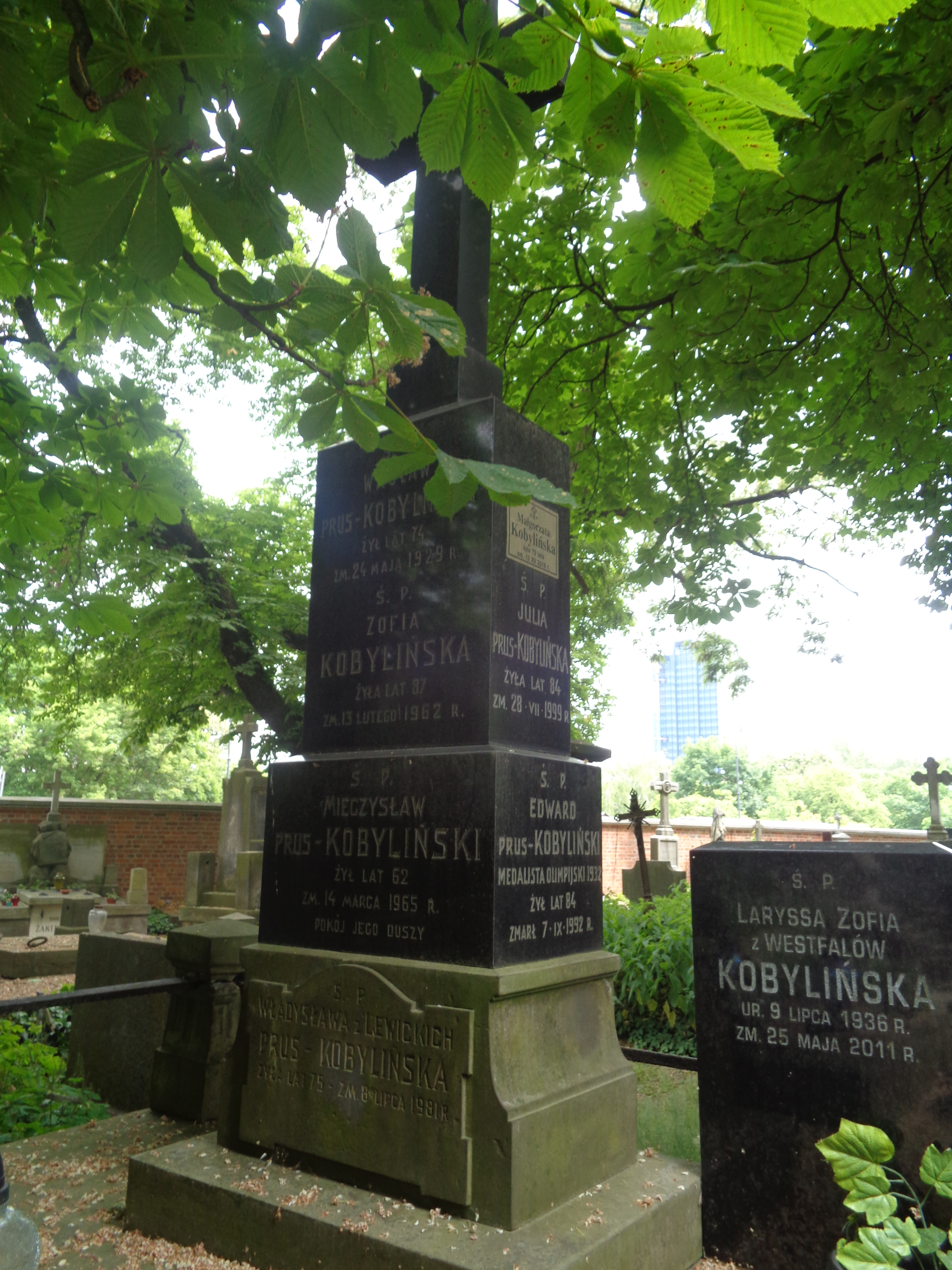
Grób olimpijczyka Edwarda Prus-Kobylińskiego na Cmentarzu Powązkowskim